# The Stage Names
The Stage Names è il quarto album in studio del gruppo musicale indie rock statunitense Okkervil River, pubblicato nel 2007.

## Il disco
L'album è stato registrato ad Austin (Texas) con il supporto del produttore Brian Beattie, mentre il missaggio è stato effettuato da Jim Eno, batterista degli Spoon.
La copertina è opera dell'artista William Schaff.

## Tracce
Testi e musiche di Will Sheff.
1. Our Life Is Not a Movie or Maybe – 4:23
2. Unless It's Kicks – 4:38
3. A Hand to Take Hold of the Scene – 3:59
4. Savannah Smiles – 3:38
5. Plus Ones – 3:43
6. A Girl in Port – 6:36
7. You Can't Hold the Hand of a Rock and Roll Man – 4:53
8. Title Track – 5:22
9. John Allyn Smith Sails – 4:33

## Formazione
- Will Sheff - voce, chitarra, piano, xilofono
- Scott Brackett - organo, sintetizzatore, mellotron, percussioni
- Brian Cassidy - voce, chitarre, xilofono
- Jonathan Meiburg - voce, piano, organo, chitarra, mellotron
- Travis Nelsen - batteria, percussioni
- Patrick Pestorius - basso, piano